# Schuitemakersstraat
De Schuitemakerstraat is een straat in de binnenstad van Groningen. De straat loopt tussen het Akerkhof en de Kleine der Aa. De naam van de straat verwijst naar het gilde van de schuitenmakers dat in 1382 werd opgericht.  De schuitenmakers zullen hun werkplaatsen waarschijnlijk langs de Aa hebben gehad. Op de stadsplattegrond van Egbert Haubois uit 1640 staat op de hoek van de Aa en het Zuiderdiep een schuite-timmerwerf vermeld. De straat biedt later wel plaats aan pakhuizen voor de West-Indische Compagnie die aan de Munnekeholm destijds haar Groninger kamer had. Een oudere naam voor de straat is Katrijp. 
In 1820 werd in de straat het Stadsziekenhuis gevestigd, dat echter in 1834 al weer verdween omdat het te weinig ruimte bood. Op de hoek met de Munnekeholm was in 1803 het Nosocomium Academicum, een voorloper van het UMCG, geopend in het gebouw van de Kamer van de WIC. Dat gebouw verdween voor de bouw van het Hoofdpostkantoor in 1909.
De Schuitemakerstraat geldt als een achterstraat voor de Brugstraat. Sommige panden aan de noordkant van de straat zijn achterhuizen van panden die aan die straat staan. Tussen het Canterhuis en het Gotisch Huis zijn beide straten verbonden door een naamloze gang die 's nachts wordt afgesloten. Hier bevindt zich de ingang van het Noordelijk Scheepvaartmuseum.

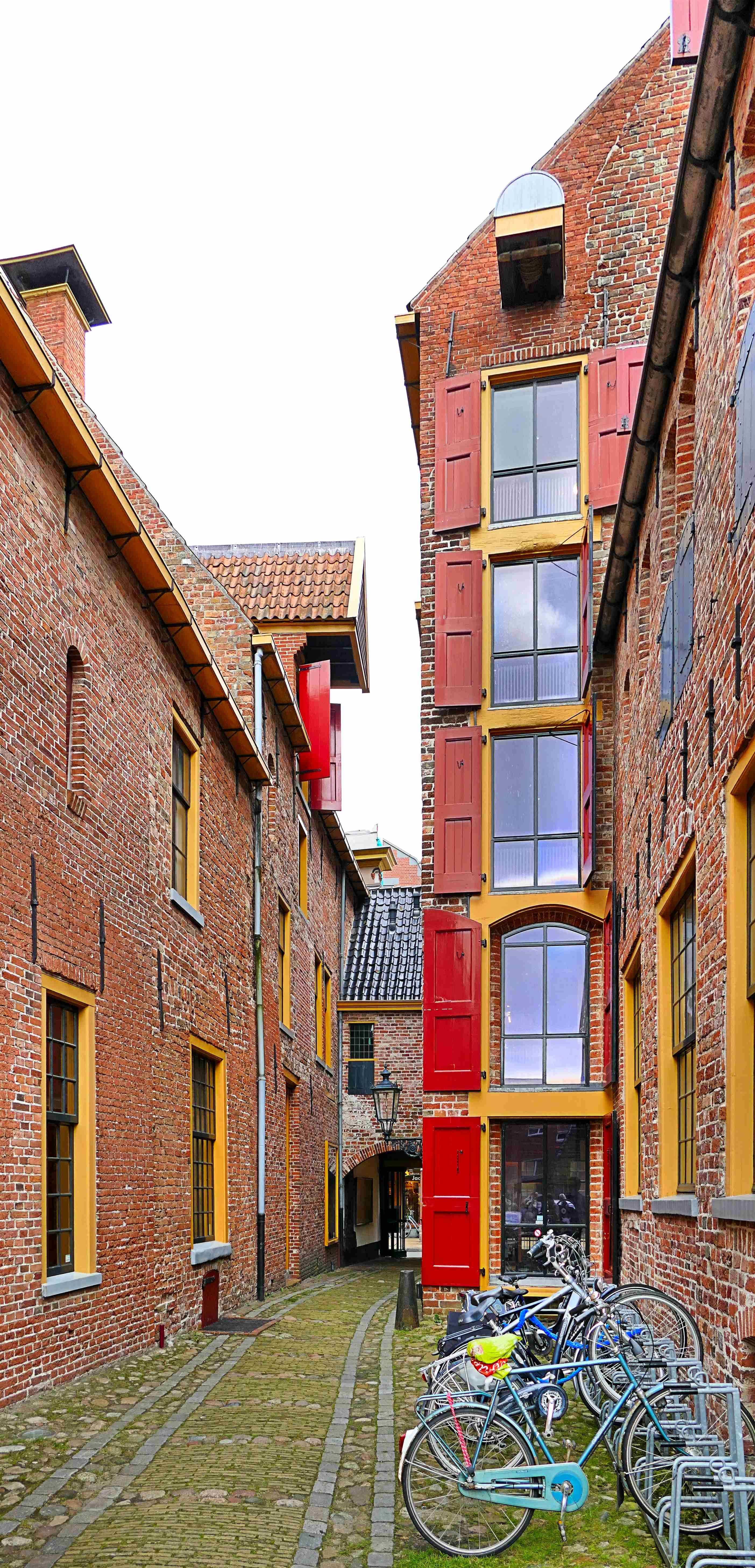
de gang tussen Brugstraat en Schuitemakersstraat
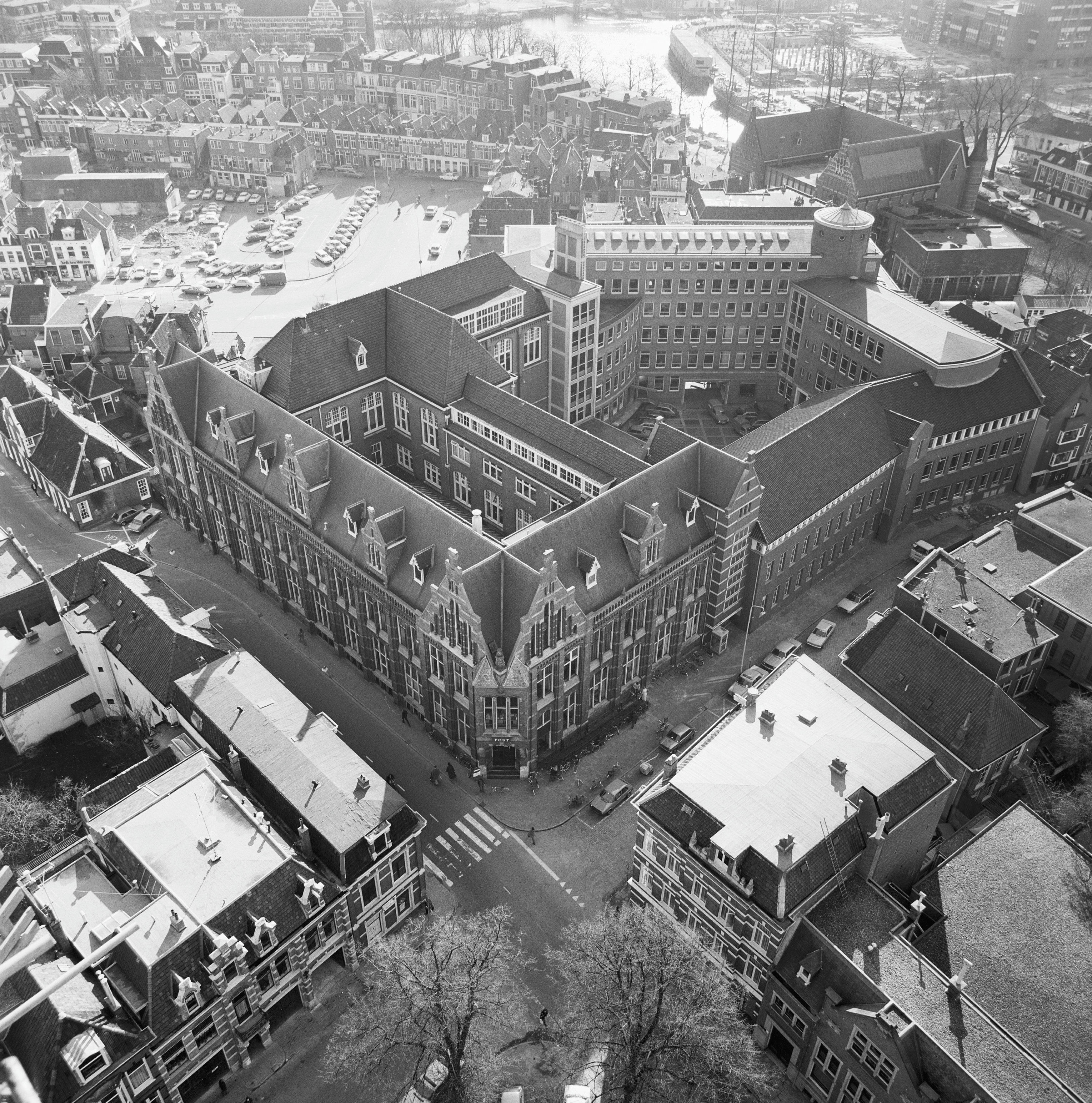
van boven

Achter de Muur · 
Akerkhof · 
Akerkstraat · 
Broerstraat · 
Brugstraat ·
Bruine Ruiterstraat ·
Burchtstraat · 
Butjesstraat ·
Carolieweg ·
Coehoornsingel · 
Donkersgang · 
Driften · 
Emmaplein · 
Folkingestraat · 
Folkingedwarsstraat ·
Ganzevoortsingel · 
Gasthuisstraatje ·
Gedempte Kattendiep ·
Gedempte Zuiderdiep ·
Gelkingestraat ·
Grote Kromme Elleboog ·
Grote Markt ·
Guldenstraat ·
Guyotplein ·
Haddingestraat ·
Haddingedwarsstraat ·
Hardewikerstraat ·
Hereplein · 
Herebinnensingel ·
Heresingel ·
Herestraat ·
Hoekstraat ·
Hofstraat ·
Hoge der A ·
Hoogstraatje ·
Jacobijnerstraat ·
Kleine der A ·
Kattenhage ·
Kleine Kromme Elleboog ·
't Klooster ·
Kostersgang ·
Koude Gat ·
Kreupelstraat ·
Kwinkenplein ·
De Laan ·
Lage der A ·
Lopende Diep ·
Lutkenieuwstraat ·
Marktstraat ·
Martinikerkhof ·
Munnekeholm ·
Muurstraat ·
Naberstraat ·
Nieuwe Boteringestraat ·
Nieuwe Ebbingestraat ·
Nieuwe Kerkhof ·
Nieuwe Kijk in 't Jatstraat ·
Nieuwe Markt ·
Nieuwstad ·
Noorderhaven ·
Oosterstraat ·
Ossenmarkt ·
Oude Boteringestraat ·
Oude Ebbingestraat ·
Oude Kijk in 't Jatstraat ·
Papengang ·
Pausgang · 
Pelsterstraat ·
Peperstraat ·
Poelestraat ·
Praediniussingel ·
Rademarkt ·
Radesingel ·
Reitemakersrijge ·
Rode Weeshuisstraat ·
Schoolstraat · 
Schoolholm · 
Schuitemakersstraat ·
Schuitendiep · 
Sieboldsgang · 
Singelstraat · 
Sint Jansstraat ·
Sint Walburgstraat ·
Spilsluizen ·
Stationsstraat ·
Steentilstraat ·
Stoeldraaierstraat · 
Torenstraat · 
Turfstraat ·
Turfsingel ·
Turftorenstraat ·
Ubbo Emmiussingel ·
Vismarkt ·
Visserstraat ·
Waagstraat ·
Zoutstraat ·
Zwanestraat